# Europejska Federacja Pływacka
LEN – Europejska Federacja Pływacka; (fr. Ligue Européenne de Natation) – europejska organizacja pływacka należąca do FINA. Powstała w 1927 roku w Bolonii we Włoszech. Od 2010 roku ma swoją siedzibę w Luksemburgu.
LEN zrzesza 51 pływackich związków narodowych w Europie oraz Izrael, który w sportach olimpijskich należy do federacji europejskich. LEN jest kontrolowana przez Zarząd stworzony przez członków reprezentujących 17 różnych federacji. LEN nadzoruje sporty wodne w Europie: skoki do wody, pływanie, pływanie na otwartym akwenie, pływanie synchroniczne i piłkę wodną.

## Zawody
LEN organizuje różne zawody mistrzowskie. Są to:
- Mistrzostwa Europy w pływaniu (w równym odstępie czasu; pływanie, skoki do wody, pływanie synchroniczne i pływanie na otwartym akwenie)
- Mistrzostwa Europy w piłce wodnej (co 2 lata)
- Mistrzostwa Europy w pływaniu na krótkim basenie (co roku)
- Mistrzostwa Europy Masters (co 2 lata)
- Mistrzostwa Europy juniorów w pływaniu (co roku)
- Mistrzostwa Europy w pływaniu na otwartym akwenie (co 2 lata)

LEN organizuje również zawody w pływaniu i piłce wodnej rozgrywanych w ramach Pucharu, jak również i zawody dla juniorów.

## Federacje członkowskie
- Albania Federata Shqiptare e Notit
- Andora Federació Andorrana de Natació
- Armenia Loghi Haykakan Federacia
Water Polo Federation of Armenia
- Austria Österreichischer Schwimmverband (OSV)
- Azerbejdżan Azərbaycan Üzgüçülük Federasiyası
- Belgia Fédération Royale Belge de Natation
- Białoruś Belarus Aquatics
- Bośnia i Hercegowina Plivački Savez Bosne i Hercegovine
- Bułgaria Asociacijata na bălgarskite pluvci
Bulgarian Water Polo Federation
/ Българска федерация по плувни спортове
- Chorwacja Hrvatski Plivački Savez
Croatian Synchronised Swimming Federation
Hrvatski vaterpolski savez
- Cypr Kypriaki Omospondia Kolymbisis
- Czarnogóra Vaterpolo i Plivački Savez Crne Gore
- Czechy Český svaz plaveckýkh sportů
Český svaz vodníjo póla
- Dania Dansk Svømmeunion
- Estonia Eesti Ujumisliit / Eesti Ujumisliit
- Finlandia Suomen Uimaliitto
- Francja Fédération Française de Natation
- Gibraltar Gibraltar Amateur Swimming Association
- Grecja Kolymbitiki Omospondia Ellados / ΚΟΛΥΜΒΗΤΙΚΗ ΟΜΟΣΠΟΝΔΙΑ ΕΛΛΑΔΑΣ (KOE)
- Gruzja Georgian Aquatic Sports Federation
Georgian Waterpolo Federation
- Hiszpania Real Federación Española de Natación
- Holandia Koninklijke Nederlandse Zwembond (KNZB)
- Irlandia Swim Ireland
Irish Water Polo Association
- Islandia Sundsambands Ísland
- Izrael Israel Swimming Association
Israel Water Polo Association
- Liechtenstein Liechtensteiner Schwimmverband
- Litwa Lietuvos Plaukimo Federacija (LPF)
- Luksemburg Fédération Luxembourgeoise de Natation et de Sauvetage
- Łotwa Latvijas Peldēšanas federācija
- Macedonia Północna Swimming Federation of Macedonia
- Malta Aquatic Sports Association of Malta
- Mołdawia Federația Independentă de Sporturi Nautice din Moldova
Federația de Polo pe Apǎ din Moldova
- Monako Fédération Monégasque de Natation
- Niemcy Deutscher Schwimm-Verband (DSV)
- Norwegia Norges Svømmeforbund
- Polska Polski Związek Pływacki
- Portugalia Federação Portuguesa de Natação
- Rosja Russia's Diving Federation
Russian Swimming Federation
Russian Synchronized Swimming Federation
Russian Waterpolo Federation
- Rumunia Federației Române de Natație și Pentatlon Modern
Federația Româna de Polo
- San Marino Federazione Sammarinese Nuoto
- Serbia Plivački Savez Srbije
Vaterpolo Savez Srbije
- Słowacja Slovenská Plavecká Federaciá
Slovenský Sväz Vodného Póla
- Słowenia Plavalna Zveza Slovenije
Vaterpolska Zveza Slovenije
- Szwajcaria Fédération Suisse de Natation (SSCHV)
- Szwecja Svenska Simförbundet
- Turcja Türkiye Yüzme Federasyonu
Türkiye Sutopu Federasyonu
- Ukraina Ukrainian Swimming Federation / Федерація плавання України
- Węgry Magyar Úszó Szövetseg (MÚSZ)
Magyar Vízilabda Szövetseg
Magyar Hosszútávúszók Szövetseg
Magyar Műugrás Szövetseg
- Wielka Brytania British Swimming
- Włochy Federazione Italiana Nuoto (FIN)
- Wyspy Owcze Svimijsamband Føroya